# Iryna Chljoestava
Iryna Mikalajewna Chljoestava (Wit-Russisch: Ірына Мікалаеўна Хлюстава, Russisch: Ирина Николаевна Хлюстова) (Luninets, 14 juni 1978) is een Wit-Russische sprintster, die is gespecialiseerd in de 400 m. Haar beste resultaten behaalde ze als lid van verschillende estafetteploegen op de 4 x 400 m. Ze nam viermaal deel aan de Olympische Spelen, maar won hierbij geen medailles.

## Loopbaan
Op de universiade van 2005 in de Turkse stad İzmir behaalde Chljoestava een zesde plaats op de 400 m in 53,32 s.
Haar beste prestatie leverde ze in 2007 door op de Europese indoorkampioenschappen een gouden medaille te winnen op de 4 x 400 m estafette. Het team, naast Chljoestava bestaande uit Joeljana Joestsjanka, Svjatlana Oesovitsj en Ilona Oesovitsj, finishte in de nieuwe nationale recordtijd van 3.27,83 en versloeg hiermee de Russische (zilver) en de Britse (brons) estafetteploegen.
Een jaar later veroverde Chljoestava op hetzelfde onderdeel een zilveren medaille op de wereldindoorkampioenschappen in het Spaanse Valencia met haar teamgenotes Anna Kozak, Svjatlana Voesovitsj en Ilona Voesovitsj. Ditmaal werd de finish bereikt in een tragere 3.28,90 achter Rusland (goud; 3.28,17) en voor Amerika (brons; 3.29,30). Op de Olympische Spelen in Peking was Iryna Chljoestava er opnieuw bij en weer als lid van het estafetteteam. In precies dezelfde opstelling als in Valencia eindigde het Wit-Russische estafetteviertal op een vierde plaats in de finale in de nieuwe nationale recordtijd van 3.21,85. Vier jaar later in Londen werd ze met haar teamgenotes Alena Kiyevich, Ilona Voesovitsj en Svjatlana Voesovitsj in de kwalificatieronde uitgeschakeld met een tijd van 3.26,52.
Chljoestava is aangesloten bij Dynamo Sports Club Vitebsk / Trade Union Sports Club Vitebsk.

## Titels
- Europees indoorkampioene 4 x 400 m estafette - 2007

## Persoonlijke records
Outdoor
| Onderdeel | Prestatie | Datum       | Plaats |
| --------- | --------- | ----------- | ------ |
| 400 m     | 51,87 s   | 7 juli 2006 | Brest  |

Indoor
| Onderdeel | Prestatie | Datum           | Plaats   |
| --------- | --------- | --------------- | -------- |
| 400 m     | 52,70 s   | 9 februari 2007 | Mahiljow |
| 600 m     | 1.26,42   | 2 februari 2008 | Mahiljow |

## Palmares

### 400 m
- 2005: 6e Universiade - 53,32 s

### 4 x 400 m
- 2007:  EK indoor - 3.27,83 (NR)
- 2008:  WK indoor - 3.28,90
- 2008: 4e OS - 3.21,85 (NR)
- 2012: 5e in series OS - 3.26,52
- 2013: 4e in series WK - 3.30,28